# Carl Kehr

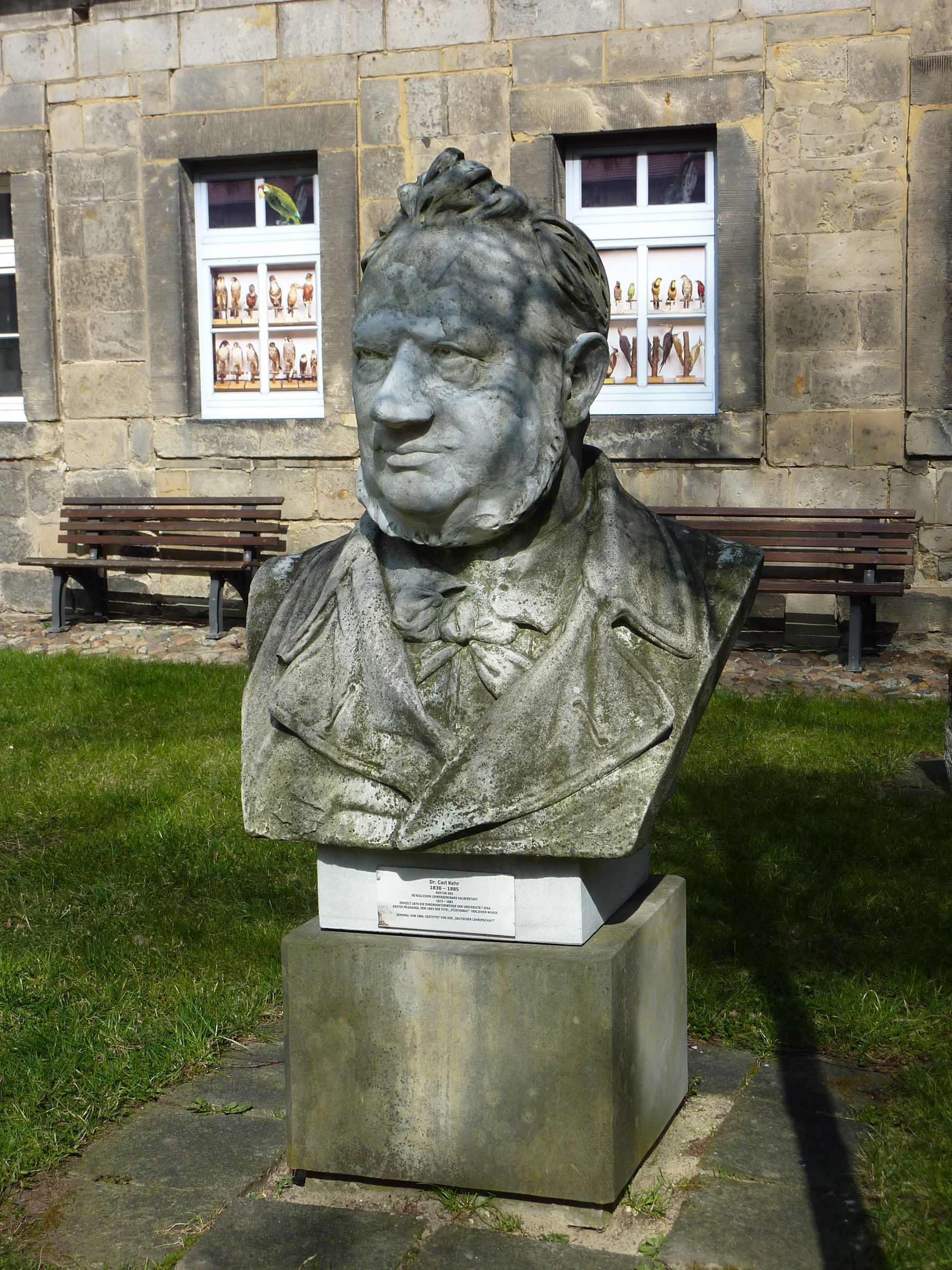
Carl-Kehr-Büste vor dem Museum Heineanum

Carl Kehr, modernisiert auch Karl Kehr, (* 6. April 1830 in Goldbach; † 18. Januar 1885 in Erfurt) war ein Volksschulpädagoge und pädagogischer Schriftsteller.

## Leben
Carl Kehr war der Sohn eines Tagelöhners und besuchte die einklassige Dorfschule in Elgersberg. Sein Oheim Döbel schickte ihn auf das Seminar nach Gotha. Er bekleidete zunächst verschiedene Lehrämter und wurde 1863 Seminarinspektor und 1871 Seminardirektor in Gotha, von wo er 1873 zur Leitung des Seminars nach Halberstadt berufen wurde. 1878  von der Universität Jena zum Doktor der Philosophie ehrenhalber promoviert, 1884 zum Schulrat ernannt, übernahm Kehr zu Ostern 1884 die Stelle des Direktors am Seminar zu Erfurt.
Söhne waren der bedeutende Gallenwegschirurg Hans Kehr, der Diplomatiker Paul Fridolin Kehr, der Diplomatiker Karl Andreas Kehr und der Pädagoge und Schulleiter Huldreich Kehr.

## Schriften
- Die Praxis der Volksschule – 8. Aufl. – Gotha : Thienemann, 1877. Digitalisierte Ausgabe der Universitäts- und Landesbibliothek Düsseldorf
- Der christliche Religionsunterricht in der Volksschule (4. Aufl., Gotha 1881, 2 Bde.);
- Der deutsche Sprachunterricht im ersten Schuljahr (mit Gustav Schlimbach, 7. Aufl., Gotha. 1882);
- Theoretisch-praktische Anweisung zur Behandlung deutscher Lesestücke (8. Aufl., Gotha 1883);
- Praktische Geometrie für Volks- und Fortbildungsschulen (6. Aufl., Gotha 1880);
- Lesebuch für deutsche Lehrerbildungsanstalten (mit Theodor Kriebitzsch, das. 1874 -75, 4 Bde., 6. : 1886);
- Geschichte der Methodik des deutschen Volksschulunterrichts (mit mehreren Schulmännern,  1877–82, 4 Bde.; 2. Aufl. 1887). Digitalisierte Ausgabe Band 5, Digitalisierte Ausgabe Band 6 des Internet Archive;
- Pädagogische Reden und Abhandlungen (1881).

Unter Kehrs Redaktion erschienen die Pädagogischen Blätter für Lehrerbildung und Lehrerbildungsanstalten (Gotha, seit 1872).